# Pokémon Trading Card Game Pocket
Pokémon Trading Card Game Pocket, plus communément appelé Pokémon TCG Pocket, est un jeu vidéo adaptant sur mobile (iOS et Android) le jeu de cartes à collectionner basé sur la licence Pokémon. Il sort le 26 septembre 2024 en Nouvelle-Zélande puis dans le monde entier un mois plus tard, le 30 octobre. Le jeu, développé par Creatures Inc. et DeNA, est édité par The Pokémon Company.
Le jeu permet d'ouvrir des paquets quotidiennement afin de constituer un deck et étoffer sa collection de cartes dans le but de prendre part à des combats en ligne ou en solo.

## Système de jeu
Pokémon TCG Pocket permet aux joueurs de construire leur deck en utilisant des versions numériques de cartes Pokémon, qu'ils utilisent ensuite pour faire des duels en solo contre l'intelligence artificielle ou en joueur contre joueur lors de parties en ligne. Le jeu reste essentiellement fidèle au jeu de cartes physique, à chaque tour le joueur pioche dans son deck, place des cartes Pokémon sur le terrain, leur attache des énergies pour les faire attaquer et utilise des cartes Dresseur incluant divers effets stratégiques pour surpasser l'adversaire.

### Différences avec le jeu physique
Pokémon TCG Pocket garde le cœur de gameplay du jeu physique en incluant quelques ajustements pour améliorer la compatibilité mobile. En effet, la taille des decks est réduite de soixante à vingt cartes et celle du Banc passe de cinq à trois. De plus, les joueurs ne sont plus tenus d'inclure des cartes énergies dans leur deck puisqu'elles sont incluses directement dans l'interface de jeu. Enfin, les faiblesses représentent +20 dégâts au lieu de x2 et les résistances disparaissent[réf. nécessaire].

### Collection de cartes
L'aspect de collection de cartes permet au joueur d'ouvrir deux paquets de cinq cartes chaque jour, le temps de recharge d'ouverture de paquet peut s'accélérer grâce à des objets en jeu, les sabliers. Ils peuvent s'obtenir de multiples façons comme les quêtes ou en récompenses d'évènement.
À sa sortie le 30 octobre 2024, le jeu comporte l'extension Puissance Génétique composée de 286 cartes dont 60 cartes secrètes. Il existe trois paquets aux illustrations différentes : Dracaufeu, Mewtwo et Pikachu qui donnent respectivement des cartes exclusives au type de booster ouvert. Plusieurs raretés existent et les taux d'obtention de chaque carte sont disponible en jeu.
De nouvelles extensions sortent au fil du temps, ajoutant de nouvelles cartes au jeu.

### Liste des extensions
| N°  | Extension                 | Nombre de booster | Pokémon vedette              | Nombre de cartes | Date de sortie   |
| --- | ------------------------- | ----------------- | ---------------------------- | ---------------- | ---------------- |
| A1  | Puissance Génétique       | 3                 | Mewtwo, Pikachu et Dracaufeu | 286              | 30 octobre 2024  |
| A1a | L'Île Fabuleuse           | 1                 | Mew                          | 86               | 17 décembre 2024 |
| A2  | Choc Spatio-Temporel      | 2                 | Dialga et Palkia             | 207              | 30 janvier 2025  |
| A2a | Lumière Triomphale        | 1                 | Arceus                       | 96               | 28 février 2025  |
| A2b | Réjouissances Rayonnantes | 1                 | Pokémon chromatiques         | 111              | 27 mars 2025     |
| A3  | Gardiens Astraux          | 2                 | Solgaleo et Lunala           | 239              | 30 avril 2025    |
| A3a | Crise Interdimensionnelle | 1                 | Ultra-Chimères               | 103              | 29 mai 2025      |
| A3b | La Clairière d'Évoli      | 1                 | Évoli                        | 107              | 26 juin 2025     |
| A4  | Sagesse entre Ciel et Mer | 2                 | Ho-Oh et Lugia               | 241              | 30 juillet 2025  |

## Accueil
Pokémon TCG Pocket atteint 30 millions de téléchargements moins de dix jours après sa sortie. L'application va cumuler un montant estimé à 12 millions de dollars de revenus sur cette même période. Le Japon génère à lui seul 45 % de ces revenus, les États-Unis arrivent en deuxième position avec 25 %.